# Szojuz TM–14
Szojuz TM–14 háromszemélyes orosz szállító űrhajó.

## Küldetés
A kibővített Interkozmosz program keretében a 14. expedíció a Mir űrállomásra. Az első NDK-beli, Sigmund Jähn űrhajós után egy második németet szállított, hogy a Mir űrállomáson elvégezhesse az előírt 14 kutatási programot.

## Jellemzői
1992. március 17-én a bajkonuri űrrepülőtérről indult. Az orbitális egység pályája alacsony Föld körüli, közel körpálya (LEO = Low-Earth Orbit), 92,2 perces elliptikus pálya- perigeuma 373 kilométer, apogeuma 394 kilométer volt. Hasznos tömege 715 kilogramm. Összesen 145 napot, 14 órát, 10 percet és 32 másodpercet töltött a világűrben. Összesen 2280 fordulatot tett a Föld körül. 1992. augusztus 10-én Zsezkazgan városától 136 kilométerrel hagyományos – ejtőernyős – leereszkedéssel tért vissza a Földre.

## Személyzet
- Alekszandr Sztyepanovics Viktorenko küldetésparancsnok
- Alekszandr Jurjevics Kaleri fedélzeti mérnök
- Klaus-Dietrich Flade kutatóűrhajós

### Tartalék személyzet
- Anatolij Jakovlevics Szolovjov küldetésfelelős, parancsnok
- Szergej Vasziljevics Avgyejev fedélzeti mérnök
- Reinhold Ewald tartalékak kutató-orvos